# پت بناتر
پت بناتر (انگلیسی: Pat Benatar؛ زادهٔ ۱۰ ژانویهٔ ۱۹۵۳) یک موسیقی‌دان و خواننده اهل ایالات متحده آمریکا است. وی از سال ۱۹۷۲ میلادی تاکنون مشغول فعالیت بوده‌است.